# Principi de relativitat

Marcs de referència temporal.

En física, el principi de relativitat és el requisit que les equacions que descriuen les lleis de la física tinguin la mateixa forma en tots els marcs de referència admissibles.
Per exemple, en el marc de la relativitat especial les equacions de Maxwell tenen la mateixa forma en tots els marcs de referència inercials. En el marc de la relativitat general, les equacions de Maxwell o les equacions de camp d'Einstein tenen la mateixa forma en marcs de referència arbitraris.
Diversos principis de la relativitat s'han aplicat amb èxit a tota la ciència, ja sigui implícita (com en la mecànica newtoniana) o explícitament (com en la relativitat especial i la relativitat general d'Albert Einstein).
Alguns principis de la relativitat s'han assumit àmpliament en la majoria de disciplines científiques. Una de les més esteses és la creença que qualsevol llei de la natura ha de ser la mateixa en tot moment; i les investigacions científiques solen assumir que les lleis de la natura són les mateixes independentment de la persona que les mesura. Aquest tipus de principis s'han incorporat a la investigació científica en els nivells més fonamentals.
Qualsevol principi de relativitat prescriu una simetria en la llei natural: és a dir, les lleis han de tenir el mateix aspecte per a un observador que per a un altre. Segons un resultat teòric anomenat teorema de Noether, qualsevol simetria d'aquest tipus també implicarà una llei de conservació al costat. Per exemple, si dos observadors en diferents moments veuen les mateixes lleis, llavors es conservarà una quantitat anomenada energia. En aquest sentit, els principis de relativitat fan prediccions comprovables sobre com es comporta la natura.
Segons el primer postulat de la teoria especial de la relativitat:
"Principi especial de la relativitat: si s'escull un sistema de coordenades K de manera que, en relació amb ell, les lleis físiques es compleixin en la seva forma més simple, les mateixes lleis s'estan vàlid en relació amb qualsevol altre sistema de coordenades K' que es mou en translació uniforme relativament a K. "
— Albert Einstein: The Foundation of the General Theory of Relativity, Part A, §1
Aquest postulat defineix un marc de referència inercial.
El principi especial de la relativitat estableix que les lleis físiques haurien de ser les mateixes en tots els marcs de referència inercials, però que poden variar entre els no inercials. Aquest principi s'utilitza tant en la mecànica newtoniana com en la teoria de la relativitat especial. La seva influència en aquest últim és tan forta que Max Planck va anomenar la teoria després del principi.